# アブロ・カナダ オレンダ

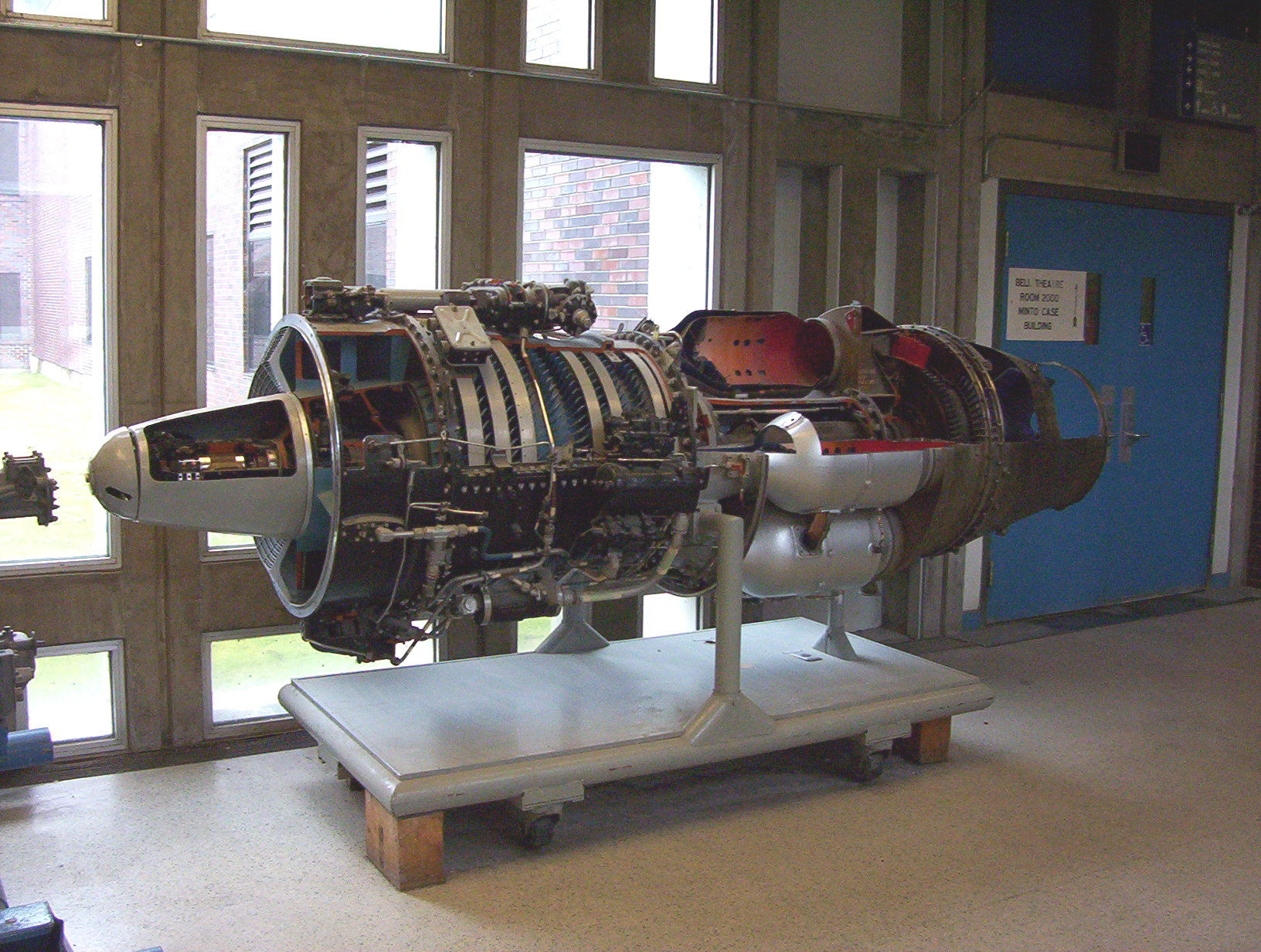
オレンダエンジンの断面

アブロ・カナダ TR.5 オレンダはアブロ・カナダのガスタービン部門で量産された初のジェットエンジンである。ロールス・ロイス エイヴォンやゼネラル・エレクトリック J47等、他の初期のジェットエンジンと設計は似ていたものの、多くの点で勝っていて、カナディア・セイバーを最速の第一世代のジェット戦闘機にした。4000基以上のオレンダが1950年代に出荷され、アブロはエンジンで大きな成功を収めた。

## 開発
オレンダの設計は1946年夏に王立カナダ空軍(RCAF)がアブロ・カナダに新型の全天候/夜間戦闘機を発注した事に始まる。エンジンを設計するためにアブロは独自のエンジンを製造する事を決めた。アブロはトロントのLeasideにジェットエンジンを開発する目的で設立された国有企業であるターボ・リサーチを買収した。
ターボリサーチは新型の戦闘機用に容易に拡大可能な最初の設計である推力3,000 lbf (13 kN) TR.4 チヌークを手掛けていた。量産の予定はなかったものの、経験を得る為にチヌークの作業の継続が決定された。
チヌークの作業が継続されたので、1946年、秋、アブコ社の新たなガスタービン部門は空軍との契約に必要とされる、より大型の推力6,000 lbf (27 kN)の作業を開始した。Winnett Boydは1946年秋に詳細設計を開始し、1947年4月に契約が交わされた。唯一の主要な変更点はステンレス鋼製の10段目の圧縮段が追加され、同様に3段目がアルミニウムから鋼製に変更された事である。設計作業は1948年1月に完了して1948年3月17日に最初の運転が行われた、設計中、イギリスのルーカス社との間で燃焼器の設計を補助する契約が交わされ、原型での設計よりも長い燃焼器を使用する事になり、少し遅延した。TR-5はイロクォイ語で"正しい道の種族の魂"を意味する"オレンダ"と命名された。
チヌークでの経験を取り入れた事により多くの点で2機種は設計が似ており、オレンダの開発は速やかに進んだ。部品は1948年に届き始め、最初のエンジンは1949年2月8日に運転された。アブロは小規模の電気系の問題を解決した後、空軍やカナダ政府の高官を招き、秘密裏に試験を行った。2ヶ月間で100時間以上運転され5月10日に設計推力の6,000 lbf (27 kN)に到達した。それは当時、この記録が翌年にロールス・ロイス エイヴォン RA.3に抜き去られるまで世界最強のエンジンだった。
7月1日時点で500時間以上の運転が経過し、477時間以前にこれらは再組み立てが必要だった。9月に1000時間に到達しそうだった時、機械工が彼のポケットにあった金属環を吸気口に入れて異物を吸い込みんだ。吸気口内から異物である金属環を除去するまで試験は持ち越された。損傷の修理後、再び試験に戻され、2基のオレンダ1が試験用エンジンに加わった。1950年2月10日時点において運転時間は共に累計2,000時間経過した。この時、7段目と8段目に亀裂が生じた問題により、再設計が必要になり、大幅に薄く作られた。この問題を解決して7月には累計3000時間に達した。
大戦中ビクトリー・エアクラフト(現在のアブロ)で製造された多くのMk.10の中の1機である改造されたアブロ・ランカスターFM209で飛行試験が開始された。外側の2基のマーリンエンジンがオレンダに換装され7月10日に飛行した。アブロのテストパイロットはオンタリオ湖からニューヨーク州バッファローの空域を楽しんで飛行し、随伴機の空軍州兵のP-47を余裕で追い越した。航空ショウで失策により4基のエンジン全てが停止したがオレンダはすぐに再起動して事なきを得た。この機体の累計飛行時間は1954年7月に500時間を超え飛行試験は終了した。1956年、7月24日、格納庫の火災で破壊された。

### 量産
オレンダ 2は最初に量産された形式で1952年2月に認証試験に合格した。この形式ではさらに9段目に亀裂が見つかり、初期の形式のように強化された。承認前でありながらエンジンはCF-100 カナックに搭載され、1952年6月20日に飛行し、先行量産機であるMk.2は10月17日に空軍での運用が開始された。オレンダ3は似てはいるものの、セイバーのJ47を換装するために変更された。1機が試作されノースアメリカン社に送られた。
真の量産型はCF-100 Mk.3の動力だったオレンダ8である。この形式は1952年9月に初飛行して1953年から運用を開始した。まもなくMk.4の動力であるオレンダ9は1952年10月11日に飛行してロケット武装のMk.4Aは推力7,400 lbf (33 kN) オレンダ 11を備えた。オレンダ11はエンジンの空気流量を増やし、2段式タービンで圧縮機をより強力に駆動した事が特徴だった。
11は第一次量産機のCF-100の初期量産型のMk.4A とその後の全ての機種用の動力として1,000基以上が生産された。
RCAFでCF-100の作業が継続中に新しい昼間戦闘機の調査が同様に開始してセイバーが選択された。性能がアメリカ製と似ていたオレンダ4エンジンを備えた単座のセイバー3が製造された。量産はオレンダ18を搭載したセイバー5と推力7,275 lbf (32,360 N)のオレンダ11の派生型であるオレンダ14が搭載されたセイバー6が量産された。その結果、従来のJ47搭載機より軽量化され、強力で複数の速度記録を樹立した。最も特筆すべきはカナディアが貸借したセイバー3でJacqueline Cochranによる超音速飛行である。カナディアは累計1815機のセイバーを製造し、これらの937機がオレンダを搭載した。いくつかの試作機は1970年代までボーイングで運用された。
エンジンの成功を収めたガスタービン部門はホーカー・シドレーがカナダに再進出した1955年にオレンダ・エンジンズに名称を変更した。
1953年よりオレンダは推力10,000 lbf (44 kN)のWacondaを追加する事を計画した。

## 設計
オレンダは圧縮機、燃焼室区画、タービン/排気の主要な3部で構成される正に一般的な配置である。
前部は圧縮機の区画で10段式圧縮機は先細りのマグネシウム合金の外殻に納められる。外殻は静翼を備えるために内面が機械加工された。圧縮機の前部は"ノーズコーン"を備えた吸気口と前部の軸受けで構成された。4枚の案内翼がコーンに設置され、それらの1枚の内部には上部に設置された付属機器を駆動する為に出力を取り出すための伝達軸が内蔵されている。ノーズコーンは同様に始動用電動機を備え、エンジンが自律運転してからは発電機として機能する。CF-100で使用されるエンジンも同様にカナダによる独特の技術革新が盛り込まれており、2個の突き出たウィングレットの最前部から防氷装置として吸気口内にアルコールを噴射する。CF-100 用は同様に早い段階から異物フィルターを備えた。
圧縮機は鋼鉄とアルミを組み合わせた10段式である。原型のオレンダ8、9と10は圧縮比5.5:1で運転され、対して戦時中の設計(ユモ004)では3.5だった。最初の9段は3枚のアルミニウム製の円板で構成され、最後の10段目の鋼鉄製の円板はボルトで結合された。中央の筐体は出力軸を備え、マグネシウム合金製だった。周囲に6基の燃焼器を備えた。タービンはインコネルのムク材製で鋼鉄製のハブに固定された。ブレードは15番目の圧縮段から燃焼器の間に設置された6本のパイプで引き込まれ、タービンの前部で噴出する圧縮空気によって空冷された。排気部は溶接された鋼板で構成された。

## 派生型

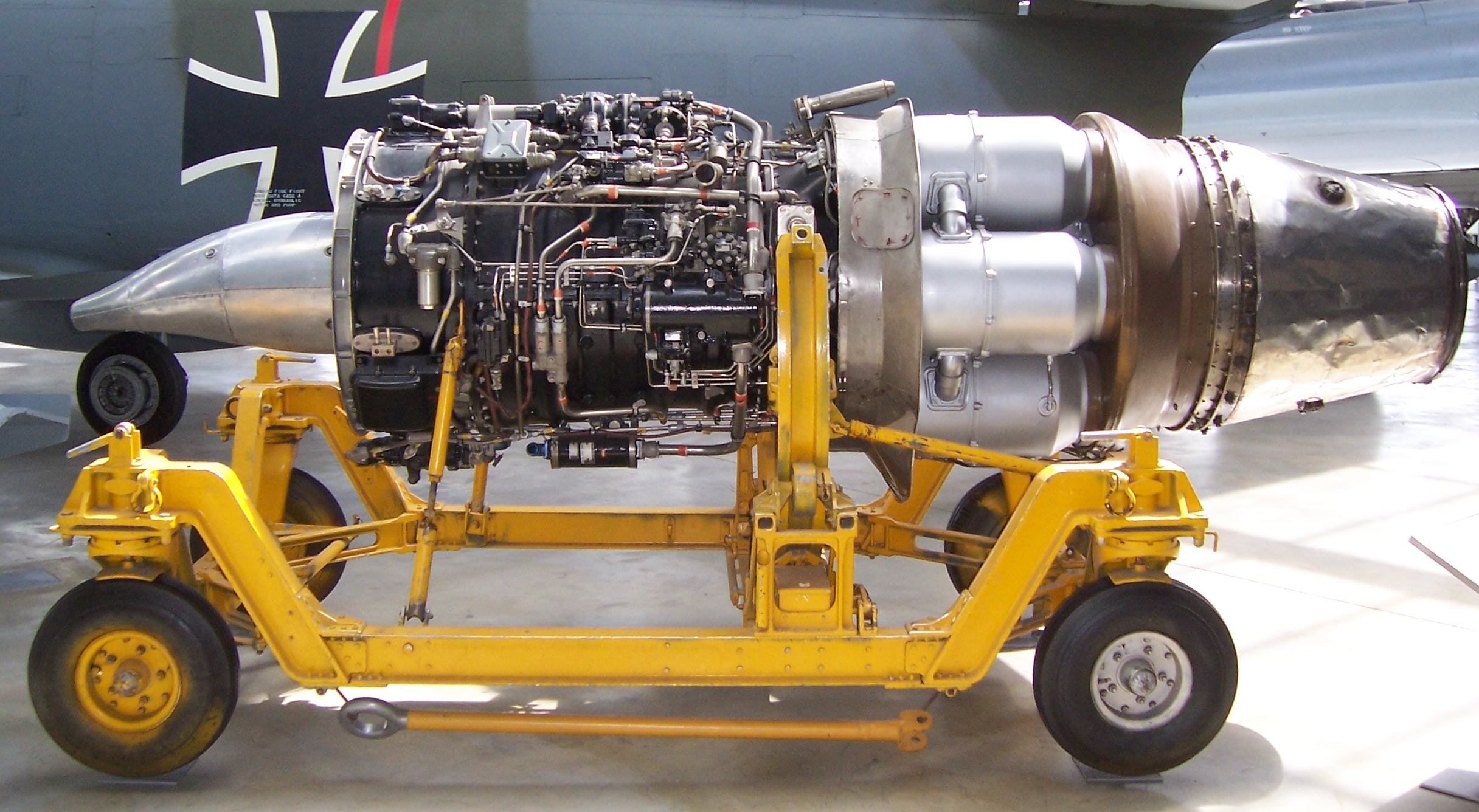
オレンダ 14

- オレンダ 1 - 原型試作機、推力6,000 lbf (27 kN)
- オレンダ 2 - 最初の量産型
- オレンダ 8 - 信頼性を強化、推力6,000 lbf (27 kN)
- オレンダ 9 - 推力増強型、推力6,500 lbf (29 kN)でナセルにいくつかの変更を要した
- オレンダ 10 - オレンダ 9を基にしたセイバーへの搭載仕様
- オレンダ 11 - CF-100用の主要な量産型、推力7,400 lbf (33 kN)
- オレンダ 14 - 11と類似、推力7,275 lbf (32.36 kN)、CF-100とセイバーの両方で使用された
- オレンダ 17 - 9からの圧縮機と11からのタービンとアフターバーナーを組み合わせた アフターバーナー使用時の推力8,490 lbf (37.8 kN)

## 仕様 (オレンダ 9)
一般的特性
- 形式: ターボジェット
- 全長: 10 ft 1 in (3.07 m)
- 直径: 3 ft 6 in (1.07 m)
- 乾燥重量: 2,650 lb (1,200 kg)

構成要素
- 圧縮機: 10段軸流式
- 燃焼器: カン型、6基
- 使用燃料: ケロシン

性能
- 推力: 6,500 lbf (29,000 N)、7,800 rpmで回転時
- 出力重量比:

出典: "Flight, 4 September 1953" 